# Anıtlı (Midyat)
Anıtlı (Aramees: Ḥāḥ, ܚܐܚ) is een dorp in het district Midyat in de provincie Mardin, Turkije. Het dorp ligt in de historische regio Tur Abdin en wordt bewoond door Arameeërs, die behoren tot de Syrisch-Orthodoxe Kerk.

## Naam
De naam van het dorp, Ḥāḥ, wordt geïdentificeerd met de historische nederzetting Khabkhi.

## Geschiedenis
Volgens Michaël I de Grote was Iyawannis Musa, bisschop van Ḥāḥ, een voormalige student van het Mor Hananyo-klooster. Van 1484 tot 1508 was Jarjis Qar'uni metropoliet van Ḥāḥ.
Op 29 november 1993 werd de burgemeester van het dorp vermoord door islamitische extremisten.

## Bevolking
Het dorp had in 2021 een bevolking van 148 inwoners. De inwoners spraken traditioneel Koerdisch, maar het Turoyo is tegenwoordig gangbaarder onder jongeren.
Veel dorpelingen zijn in de 20e eeuw geëmigreerd naar Duitsland en Frankrijk.

## Bezienswaardigheden
Het dorp heeft de kerken van Mor Sobo en Yoldath Aloho. De Kerk van de Maagd Maria in het dorp dateert waarschijnlijk uit de 7e eeuw.